# 467 v. Chr.
Portal Geschichte | Portal Biografien | Aktuelle Ereignisse | Jahreskalender | Tagesartikel

◄ |
6. Jahrhundert v. Chr. |
5. Jahrhundert v. Chr. |
4. Jahrhundert v. Chr. |
►

◄ | 480er v. Chr. | 470er v. Chr. | 460er v. Chr. | 450er v. Chr. |
440er v. Chr. |
►

◄◄ | ◄ | 470 v. Chr. | 469 v. Chr. | 468 v. Chr. | 467 v. Chr. |
466 v. Chr. |
465 v. Chr. |
464 v. Chr. |
► |
►►

## Ereignisse

### Politik und Weltgeschehen
Quintus Fabius Vibulanus wird erstmals Konsul der Römischen Republik.

### Kultur
Aischylos verfasst das Stück Sieben gegen Theben, den letzten und einzig erhaltenen Teil seiner Thebanischen Trilogie. Die Tragödie handelt von dem Zweikampf der Brüder und Ödipussöhne Eteokles und Polyneikes als dramatisches Ende eines Feldzug von Fürsten aus der Argolis, die mit Polyneikes verbündet sind, gegen Theben, das Eteokles regiert. Das gemeinsame Motiv der auch als Ödipus-Trilogie bekannten Stücke ist wohl die Buße der Söhne für die Sünden der Väter.

## Gestorben
- 468/467 v. Chr.: Simonides von Keos, griechischer Lyriker (* 557/556 v. Chr.)
- um 467 v. Chr.: Aristeides von Athen, athenischer Staatsmann
- 467/466 v. Chr.: Hieron I., Tyrann von Syrakus